# Parkiet (budownictwo)

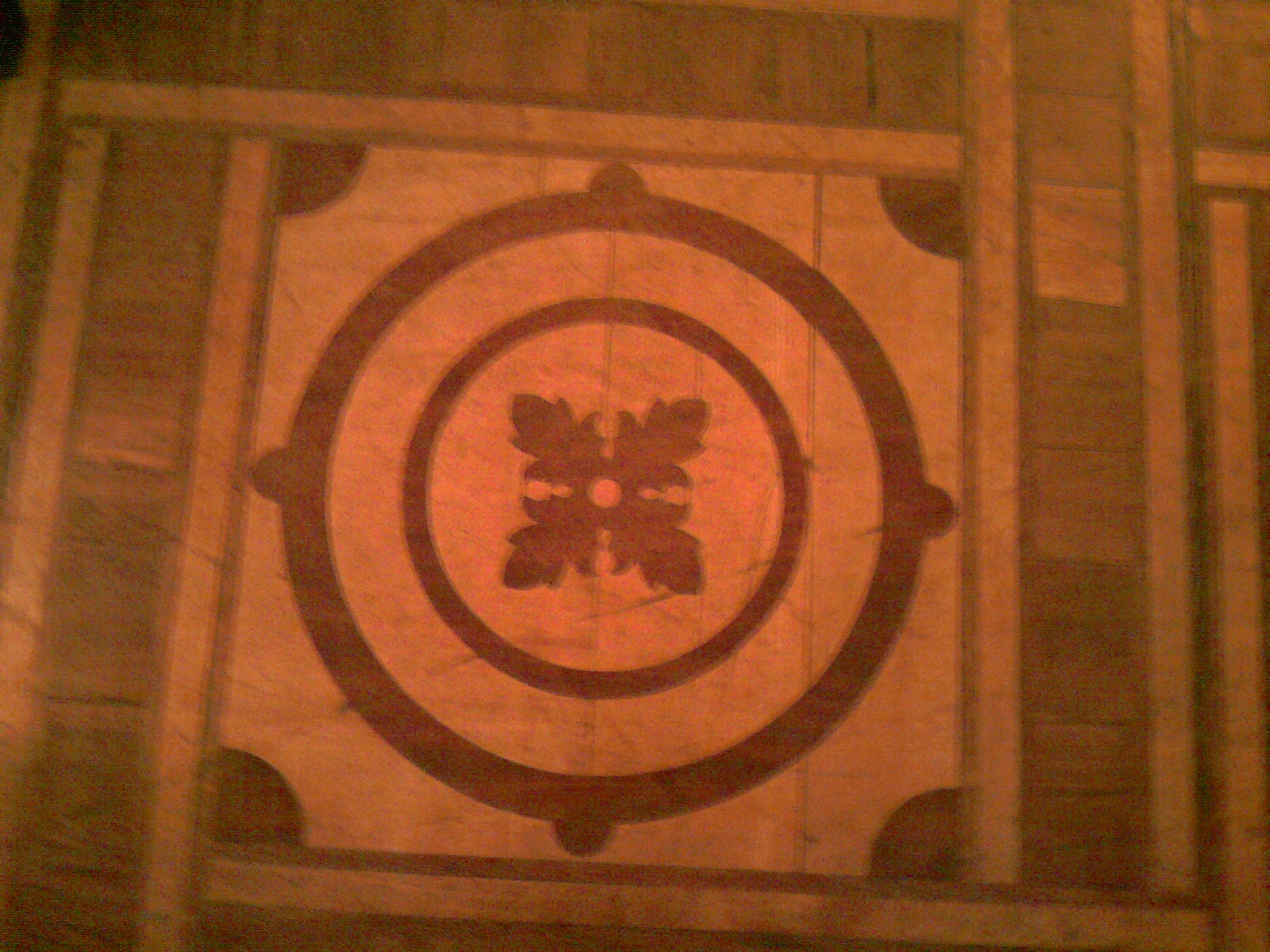
Parkiet

Parkiet – posadzka dekoracyjna z płyt, tworząca po ułożeniu zwykle niejednobarwny deseń. Stosowany jest  jako wykończenie podłóg w budynkach. 
Płytami, klepkami parkietu są zazwyczaj drewniane elementy łączone ze sobą na "pióro i wpust" i mocowane do podłoża. Podstawową metodą montażu parkietu jest klejenie do podłoża. W Polsce parkiet najczęściej występuje w dwóch grubościach, 16 i 22 mm. Szerokości klepek oscylują zazwyczaj w zakresie 5–7 cm, a długości, 30–50 cm. Najpopularniejsze europejskie gatunki drzew do produkcji parkietu: dąb, jesion, buk, klon, czereśnia, grab. Najpopularniejsze "egzotyczne" gatunki drzew do produkcji parkietu: merbau, doussie, teak, iroko, jatoba. Parkiet wykonany z drobnych elementów (np. 2 cm × 15 cm) nazywany jest mozaiką parkietową. Materiał powyżej 50 cm długości zwyczajowo nazywany jest deskami parkietowymi.